# رحلة 404 (فلم)
رحلة 404 فيلم درامي مصري عرض في 24 يناير 2024، من إخراج هاني خليفة، وبطولة منى زكي، ومحمد ممدوح، ومحمد فراج، وخالد الصاوي، وشيرين رضا. حقق الفيلم في مصر إيرادات بلغت 27 مليون جنيه مصري، وحتى تاريخ 14 مارس 2024 حقق في المملكة العربية السعودية إيرادات بلغت 12 مليون ريال سعودي. بينما حقق 495,884 دولار في الإمارات العربية المتحدة.

## ملخص القصة
تدور أحداث الفيلم حول شخصية سيدة تدعى غادة سعيد التي تعمل مندوبة تسويق عقاري، وتحاول التخلص من ماضيها وحياتها السابقة التي كانت ترفضها تمامًا، وتحضر للسفر لأداء فريضة الحج. لكن الأمر لم يكن بهذه السهولة، إذ تصطدم غادة بوالدتها التي كانت السبب في الآلام التي عاشتها، وتتعرض والدتها لحادث وتحتاج مبلغًا ماليًا ضخمًا لإجراء عدة عمليات جراحية، وفي المقابل تعود غادة لماضيها الملوث وتفتح دفاترها القديمة لتوفير تلك الأموال.

## طاقم التمثيل
- منى زكي
- محمد ممدوح
- محمد فراج
- خالد الصاوي
- شيرين رضا
- حسن العدل
- عارفة عبد الرسول
- سماء إبراهيم
- جيهان الشماشرجي
- محمد علاء
- شادي ألفونس
- رنا رئيس

## الترشيح للأوسكار
أعلنت نقابة المهن السينمائية في مصر عن ترشيح فيلم "رحلة 404"، لتمثيل مصر في جوائز الأوسكار لعام 2024. الفيلم تم اختياره من قبل لجنة مكونة من سينمائيين ونقاد مستقلين. وقد حصل "رحلة 404" على الترشيح بعد فوزه بأغلبية التصويت في قائمة قصيرة تضم مجموعة من الأفلام.